# Jucika
 (décembre 2024).
Jucika est une bande dessinée hongroise, réalisée par Pál Pusztai de 1957 jusqu'à sa mort en 1970. Son personnage principal est une jeune femme séduisante qui se retrouve dans une variété de situations différentes, souvent risquées et suggestives. La bande dessinée satirise et parodie souvent le sexisme, de nombreuses bandes tournant autour de l'attention non désirée que les hommes lui portent et de la façon dont elle l'utilise parfois à son avantage.
À partir de 1957, Jucika a été initialement publié dans le magazine Érdekes Újsag, et a ensuite été déplacé vers le plus important Lúdas Matyi en raison de sa popularité. Jucika fut publiée dans ces pages jusqu’à la mort de Pál le 11 septembre 1970, après plus de 500 bandes dessinées au total.
Neuf albums de Jucika ont été imprimées dans le magazine est-allemand Freie Welt. La série a également été diffusée au Canada sous le nom de « Judy ». En 2003, une compilation de gags de Jucika a été publiée en Chine.
Jucika a regagné en popularité sur les sites de médias sociaux tels que Twitter et Tumblr dans les années 2010. Une exposition muséale qui lui est consacrée a été ouverte pendant près de 5 mois au Musée hongrois du commerce et de l'hôtellerie en 2018,.

## Vue d'ensemble
Le personnage principal, Jucika, est une femme de 20 ans aux cheveux noirs qui est souvent représentée avec des vêtements révélateurs. La plupart des strips, généralement composés de trois panneaux, tournent autour de ce personnage vivant sa vie malgré l'attention qu'elle reçoit des hommes en raison de son style vestimentaire, et dont elle ne veut pas ; même si elle utilisait parfois son apparence pour séduire les hommes et obtenir ce qu'elle voulait. Cependant, certaines bandes dessinées se concentraient moins sur son apparence et davantage sur des situations humoristiques la concernant. On la voit exercer une grande variété d'emplois et de professions tout au long des bandes dessinées, ce qui donne lieu à une grande variété de sujets. La BD ne compte peu ou pas de dialogue, se concentrant plutôt sur l'humour visuel et les gags. Cependant, dans la cinquantième bande dessinée, Jucika se met finalement à « parler » et a raconte sa vie aux lecteurs. Jucika prend également la parole dans un reportage spécial consacré à la série de bandes dessinées en 1964, pour célébrer son cinquième anniversaire.

## Histoire
Jucika, qui a été introduite en 1957, était un phénomène culte dans les années 1950 et 1960 en Hongrie, une figure particulièrement populaire auprès de son dessinateur et des journaux qui la publiaient. Lorsque les strips n’étaient pas inclus dans l’un des numéros de Lúdas Matyi, l’éditeur recevait des lettres de plainte à ce sujet. Jucika a fait des apparitions en dehors des bandes dessinées, comme par exemple sur des calendriers publiés par Budaprint. En 1964, elle a été interprétée par l'actrice Gabi Magda dans une émission de variétés télévisée, et elle est également apparue animée pour promouvoir une entreprise de vêtements dans un spot télévisé,.
En 1959, Érdekes Újság fusionna avec le magazine Ország-Világ, et à partir de ce moment, Pál Pusztai et avec lui Jucika rejoignirent le journal d'humour satirique Lúdas Matyi.
Dans le cadre de Lúdas Matyi, la bande dessinée a été publiée en couleur, et l'occasion a été capturée par une série spéciale d'images, dans lesquelles Jucika présente ses qualités devant les mascottes du journal, Matyi et son oie. Dès lors, la popularité du personnage et de son créateur n'a cessé de croître, et Jucika est apparue plusieurs fois sur la première page de Lúdas Matyi . Des centaines de bandes dessinées ont été publiées dans le magazine. Les lecteurs ont reçu la dernière aventure dédicacée de Jucika le 10 septembre 1970, dans laquelle Jucika travaillait comme hôtesse de l'air. Pál Pusztai, alors âgé de 51 ans, est décédé un jour plus tard d'une insuffisance cardiaque soudaine lors d'un voyage à Dubrovnik. La dernière série de dessins de Jucika, « Jucika et le marché aux melons » (Jucika és a dinnyevásár), trouvée sur le lieu de travail de Pusztai, a été publiée dans le numéro de Lúdas Matyi du 3 décembre 1970, avec quelques autres dessins de l'artiste. Les dessins n'étaient pas signés.

## Popularité récente
Bien que du vivant de Pusztai, Jucika soit peu connue en dehors de la Hongrie, elle a connu, dans les années 2010, un regain de popularité sur les sites de médias sociaux tels que Twitter et Tumblr, où les gens ont commencé à partager ses bandes dessinées et à montrer leur appréciation pour le thème et la nature de la série. Des communautés tournant autour de Jucika se sont formées et ont réalisé des fan arts de la série ou ont publié les bandes dessinées pour que les gens puissent les voir et s'en souvenir. En novembre 2019, un booru public s'est formé autour de Jucika, avec des images du personnage réalisées par la communauté.
Du 19 juin 2018 au 4 novembre 2018, une exposition muséale intitulée « Qu'est-ce que Jucika a acheté ? » (Mit vásárolt Jucika?) a été inaugurée au Musée hongrois du commerce et du tourisme, retraçant l'histoire des publicités destinées aux femmes tout au long de l'ère socialiste de la Hongrie. L'exposition soulignait la manière dont Jucika étant utilisée comme une caricature de la femme moderne de l'époque.